# Eishockey-Weltmeisterschaft der U20-Junioren 2004
Die 28. Eishockey-Weltmeisterschaften der U20-Junioren der Internationalen Eishockey-Föderation IIHF waren die Eishockey-Weltmeisterschaften des Jahres 2004 in der Altersklasse der Unter-Zwanzigjährigen (U20). Insgesamt nahmen zwischen dem 13. Dezember 2003 und 14. Januar 2004 40 Nationalmannschaften an den sechs Turnieren der Top-Division sowie der Divisionen I bis III teil.
Der Weltmeister wurde zum ersten Mal die Mannschaft der Vereinigten Staaten, die im Finale den Nachbarn Kanada mit 4:3 bezwingen konnte. Die deutsche Mannschaft konnte sich mit dem Sieg in der Gruppe A der Division I den direkten Wiederaufstieg in die Top-Division sichern, die Schweiz belegte den achten Platz in der Top-Division und sicherte sich damit soeben den Klassenerhalt. Österreich wurde Neunter in der Top-Division und stieg damit nach nur einem Jahr wieder in die Division I ab.
| Turnier       | Ort                   | Datum                                 | Teil- nehmer | Zuschauer insgesamt | Spiele | ø     |
| ------------- | --------------------- | ------------------------------------- | ------------ | ------------------- | ------ | ----- |
| Top-Division  | Helsinki, Hämeenlinna | 26. Dezember 2003 – 5. Januar 2004    | 10           | 100.551             | 31     | 3.243 |
| Division I A  | Berlin                | 14. Dezember 2003 – 20. Dezember 2003 | 6            | 5.860               | 15     | 390   |
| Division I B  | Briançon              | 13. Dezember 2003 – 19. Dezember 2003 | 6            | 12.915              | 15     | 861   |
| Division II A | Sosnowiec             | 28. Dezember 2003 – 3. Januar 2004    | 6            | 5.600               | 15     | 373   |
| Division II B | Elektrėnai, Kaunas    | 5. Januar 2004 – 11. Januar 2004      | 6            | 3.400               | 15     | 226   |
| Division III  | Sofia                 | 5. Januar 2004 – 11. Januar 2004      | 6            | 1.850               | 15     | 123   |

## Teilnehmer, Austragungsorte und -zeiträume
- Top-Division: 26. Dezember 2003 bis 5. Januar 2004 in Helsinki und Hämeenlinna, Finnland
Teilnehmer:  Finnland,  Kanada,  Österreich (Aufsteiger),  Russland (Titelverteidiger),  Schweden,  Schweiz,  Slowakei,  Tschechien,  Ukraine (Aufsteiger),  USA

- Division I
  - Gruppe A: 14. bis 20. Dezember 2003 in Berlin, Deutschland
Teilnehmer:  Dänemark,  Deutschland (Absteiger),  Kasachstan,  Lettland,  Slowenien,  Ungarn (Aufsteiger)
  - Gruppe B: 13. bis 19. Dezember 2003 in Briançon, Frankreich
Teilnehmer:  Belarus (Absteiger),  Estland (Aufsteiger),  Frankreich,  Italien,  Japan,  Norwegen

- Division II
  - Gruppe A: 28. Dezember 2003 bis 3. Januar 2004 in Sosnowiec, Polen
Teilnehmer:  Belgien (Aufsteiger),  Island,  Niederlande,  Polen (Absteiger),  Rumänien,  Spanien
  - Gruppe B: 5. bis 11. Januar 2004 in Elektrėnai und Kaunas, Litauen
Teilnehmer:  Großbritannien,  Kroatien (Absteiger),  Litauen,  Serbien und Montenegro,  Südafrika,  Südkorea (Aufsteiger)

- Division III: 5. bis 11. Januar 2004 in Sofia, Bulgarien
Teilnehmer:  Australien,  Bulgarien (Absteiger),  Volksrepublik China (erste Teilnahme seit 1986),  Mexiko (Absteiger),  Neuseeland (Neuling),  Türkei

## Top-Division
Die U20-Weltmeisterschaft wurde vom 26. Dezember 2003 bis zum 5. Januar 2004 in den finnischen Städten Helsinki und Hämeenlinna ausgetragen. Gespielt wurde in der Helsingin Jäähalli (8.200 Plätze) in Helsinki sowie der Hämeenlinnan Jäähalli in Hämeenlinna mit 5.360 Plätzen.
Am Turnier nahmen zehn Nationalmannschaften teil, die in zwei Gruppen zu je fünf Teams spielten. Den Weltmeistertitel sicherten sich die Vereinigten Staaten, die im Finale knapp mit 4:3 gegen Kanada gewannen. Es war der erste Titel für die US-Amerikaner in dieser Altersklasse.
| Gruppe A   | Gruppe B   |
| ---------- | ---------- |
| Russland   | Kanada     |
| USA        | Finnland   |
| Slowakei   | Tschechien |
| Schweden   | Schweiz    |
| Österreich | Ukraine    |

### Modus
Nach den Gruppenspielen der Vorrunde qualifizieren sich die beiden Gruppenersten direkt für das Halbfinale. Die Gruppenzweiten und -dritten bestreiten je ein Qualifikationsspiel zur Halbfinalteilnahme. Die Vierten und Fünften der Gruppenspiele bestreiten – bei Mitnahme des Ergebnisses der direkten Begegnung aus der Vorrunde – die Abstiegsrunde und ermitteln dabei zwei Absteiger in die Division I.

### Austragungsorte
| Helsinki |

| Hämeenlinna |

| Helsinki |

| Hämeenlinna |

### Vorrunde

#### Gruppe A
| 26. Dezember 2003 15:00 Uhr | Slowakei   | 2:2 (0:1, 1:0, 1:1) | Russland   | Hämeenlinnan Jäähalli, Hämeenlinna Zuschauer: 3.884 |
| 26. Dezember 2003 18:30 Uhr | Österreich | 0:8 (0:2, 0:3, 0:3) | USA        | Hämeenlinnan Jäähalli, Hämeenlinna Zuschauer: 3.947 |
| 27. Dezember 2003 16:00 Uhr | Schweden   | 7:0 (1:0, 1:0, 5:0) | Österreich | Hämeenlinnan Jäähalli, Hämeenlinna Zuschauer: 741   |
| 28. Dezember 2003 15:00 Uhr | USA        | 5:0 (1:0, 1:0, 3:0) | Slowakei   | Hämeenlinnan Jäähalli, Hämeenlinna Zuschauer: 3.938 |
| 28. Dezember 2003 18:30 Uhr | Russland   | 5:3 (2:0, 0:2, 3:1) | Schweden   | Helsingin Jäähalli, Helsinki Zuschauer: 2.801       |
| 29. Dezember 2003 18:30 Uhr | Österreich | 1:3 (0:1, 1:1, 0:1) | Russland   | Hämeenlinnan Jäähalli, Hämeenlinna Zuschauer: 831   |
| 30. Dezember 2003 16:00 Uhr | USA        | 4:3 (2:0, 1:2, 1:1) | Schweden   | Hämeenlinnan Jäähalli, Hämeenlinna Zuschauer: 3.948 |
| 30. Dezember 2003 19:30 Uhr | Slowakei   | 6:0 (1:0, 4:0, 1:0) | Österreich | Hämeenlinnan Jäähalli, Hämeenlinna Zuschauer: 3.935 |
| 31. Dezember 2003 16:00 Uhr | Russland   | 1:4 (0:3, 0:1, 1:0) | USA        | Hämeenlinnan Jäähalli, Hämeenlinna Zuschauer: 3.874 |
| 31. Dezember 2003 19:30 Uhr | Schweden   | 0:1 (0:0, 0:0, 0:1) | Slowakei   | Hämeenlinnan Jäähalli, Hämeenlinna Zuschauer: 3.860 |

| Pl. |            | Sp | S | U | N | Tore  | Punkte |
| 1.  | USA        | 4  | 4 | 0 | 0 | 21:04 | 8      |
| 2.  | Slowakei   | 4  | 2 | 1 | 1 | 09:07 | 5      |
| 3.  | Russland   | 4  | 2 | 1 | 1 | 11:10 | 5      |
| 4.  | Schweden   | 4  | 1 | 0 | 3 | 13:10 | 2      |
| 5.  | Österreich | 4  | 0 | 0 | 4 | 01:24 | 0      |

Abkürzungen: Pl. = Platz, Sp = Spiele, S = Siege, U = Unentschieden, N = Niederlagen

Erläuterungen: Halbfinalqualifikant, Viertelfinalqualifikant, Abstiegsrundenqualifikant

#### Gruppe B
| 26. Dezember 2003 15:00 Uhr | Tschechien | 8:0 (4:0, 4:0, 0:0)  | Ukraine    | Helsingin Jäähalli, Helsinki Zuschauer:             |
| 26. Dezember 2003 18:30 Uhr | Kanada     | 3:0 (1:0, 1:0, 1:0)  | Finnland   | Helsingin Jäähalli, Helsinki Zuschauer: 7.561       |
| 27. Dezember 2003 16:00 Uhr | Schweiz    | 11:0 (3:0, 5:0, 3:0) | Ukraine    | Helsingin Jäähalli, Helsinki Zuschauer: 617         |
| 28. Dezember 2003 15:00 Uhr | Kanada     | 7:2 (3:1, 1:0, 3:1)  | Schweiz    | Helsingin Jäähalli, Helsinki Zuschauer: 1.320       |
| 28. Dezember 2003 18:30 Uhr | Finnland   | 3:2 (0:2, 1:0, 2:0)  | Tschechien | Hämeenlinnan Jäähalli, Hämeenlinna Zuschauer: 4.418 |
| 29. Dezember 2003 18:30 Uhr | Ukraine    | 0:10 (0:3, 0:6, 0:1) | Kanada     | Helsingin Jäähalli, Helsinki Zuschauer: 992         |
| 30. Dezember 2003 16:00 Uhr | Schweiz    | 1:2 (1:1, 0:0, 0:1)  | Tschechien | Helsingin Jäähalli, Helsinki Zuschauer: 1.694       |
| 30. Dezember 2003 19:30 Uhr | Ukraine    | 1:14 (0:4, 1:4, 0:6) | Finnland   | Helsingin Jäähalli, Helsinki Zuschauer: 4.271       |
| 31. Dezember 2003 16:00 Uhr | Tschechien | 2:5 (0:3, 1:2, 1:0)  | Kanada     | Helsingin Jäähalli, Helsinki Zuschauer: 2.861       |
| 31. Dezember 2003 19:30 Uhr | Finnland   | 2:0 (1:0, 0:0, 1:0)  | Schweiz    | Helsingin Jäähalli, Helsinki Zuschauer: 3.680       |

| Pl. |            | Sp | S | U | N | Tore  | Punkte |
| 1.  | Kanada     | 4  | 4 | 0 | 0 | 25:04 | 8      |
| 2.  | Finnland   | 4  | 3 | 0 | 1 | 19:06 | 6      |
| 3.  | Tschechien | 4  | 2 | 0 | 2 | 14:09 | 4      |
| 4.  | Schweiz    | 4  | 1 | 0 | 3 | 14:11 | 2      |
| 5.  | Ukraine    | 4  | 0 | 0 | 4 | 01:43 | 0      |

Abkürzungen: Pl. = Platz, Sp = Spiele, S = Siege, U = Unentschieden, N = Niederlagen

Erläuterungen: Halbfinalqualifikant, Viertelfinalqualifikant, Abstiegsrundenqualifikant

### Abstiegsrunde
| 2. Januar 2004 16:00 Uhr | Schweden   | 4:0 (0:0, 3:0, 1:0) | Ukraine    | Hämeenlinnan Jäähalli, Hämeenlinna Zuschauer: 718 |
| 2. Januar 2004 19:30 Uhr | Schweiz    | 6:2 (3:1, 3:1, 0:0) | Österreich | Hämeenlinnan Jäähalli, Hämeenlinna Zuschauer: 771 |
| 4. Januar 2004 15:00 Uhr | Österreich | 2:2 (1:1, 1:0, 0:1) | Ukraine    | Hämeenlinnan Jäähalli, Hämeenlinna Zuschauer: 732 |
| 4. Januar 2004 18:30 Uhr | Schweden   | 4:3 (0:1, 2:2, 2:0) | Schweiz    | Hämeenlinnan Jäähalli, Hämeenlinna Zuschauer: 755 |

| Pl. |            | Sp | S | U | N | Tore  | Punkte |
| 1.  | Schweden   | 3  | 3 | 0 | 0 | 15:03 | 6      |
| 2.  | Schweiz    | 3  | 2 | 0 | 1 | 20:06 | 4      |
| 3.  | Österreich | 3  | 0 | 1 | 2 | 04:15 | 1      |
| 4.  | Ukraine    | 3  | 0 | 1 | 2 | 02:17 | 1      |

Anmerkung: Die Vorrundenspiele  Schweden –  Österreich (7:0) und  Schweiz –  Ukraine (11:0) sind in die Tabelle eingerechnet.

Abkürzungen: Pl. = Platz, Sp = Spiele, S = Siege, U = Unentschieden, N = Niederlagen

Erläuterungen: Absteiger in die Division I

### Finalrunde
|  | Viertelfinale    | Viertelfinale | Viertelfinale |    |          | Halbfinale | Halbfinale | Halbfinale |    |            | Finale           | Finale           | Finale           |
|  |                  |               |               |    |          |            |            |            |    |            |                  |                  |                  |
|  |                  |               |               |    |          | B1         | Kanada     | 7          |    |            |                  |                  |                  |
|  | A2               | Slowakei      | 2             |    |          | B3         | Tschechien | 1          |    |            |                  |                  |                  |
|  | B3               | Tschechien    | 4             |    |          |            |            |            |    | B1         | Kanada           | 3                |                  |
|  |                  |               |               |    | A1       | USA        | 4          |            |    |            |                  |                  |                  |
|  |                  |               |               | A1 | USA      | 2          |            |            |    |            |                  |                  |                  |
|  | B2               | Finnland      | 4             |    |          | B2         | Finnland   | 1          |    |            | Spiel um Platz 3 | Spiel um Platz 3 | Spiel um Platz 3 |
|  | A3               | Russland      | 3             |    |          |            |            |            | B3 | Tschechien | 1                |                  |                  |
|  |                  |               |               | B2 | Finnland | 2          |            |            |    |            |                  |                  |                  |
|  |                  |               |               |    |          |            |            |            |    |            |                  |                  |                  |
|  | Spiel um Platz 5 |               |               |    |          |            |            |            |    |            |                  |                  |                  |
|  | A3               | Russland      | 3             |    |          |            |            |            |    |            |                  |                  |                  |
|  | A2               | Slowakei      | 2             |    |          |            |            |            |    |            |                  |                  |                  |

#### Viertelfinale
| 2. Januar 2004 16:00 Uhr | Slowakei | 2:4 (1:1, 1:3, 0:0) | Tschechien | Helsingin Jäähalli, Helsinki Zuschauer: 4.502 |
| 2. Januar 2004 20:00 Uhr | Finnland | 4:3 (1:1, 1:1, 2:1) | Russland   | Helsingin Jäähalli, Helsinki Zuschauer: 5.720 |

#### Spiel um Platz 5
| 4. Januar 2004 15:00 Uhr | Russland | 3:2 (0:0, 2:1, 1:1) | Slowakei | Helsingin Jäähalli, Helsinki Zuschauer: 1.940 |

#### Halbfinale
| 3. Januar 2004 15:00 Uhr | Kanada | 7:1 (2:1, 1:0, 4:0) | Tschechien | Helsingin Jäähalli, Helsinki Zuschauer: 4.911 |
| 3. Januar 2004 19:00 Uhr | USA    | 2:1 (1:0, 0:0, 1:1) | Finnland   | Helsingin Jäähalli, Helsinki Zuschauer: 6.965 |

#### Spiel um Platz 3
| 5. Januar 2004 15:00 Uhr | Tschechien | 1:2 (0:0, 1:0, 0:2) | Finnland | Helsingin Jäähalli, Helsinki Zuschauer: 7.000 |

#### Finale
| 5. Januar 2004 19:00 Uhr | Kanada | 3:4 (1:1, 2:0, 0:3) | USA | Helsingin Jäähalli, Helsinki Zuschauer: 7.364 |

### Statistik

#### Beste Scorer
Abkürzungen: GP = Spiele, G = Tore, A = Assists, Pts = Punkte, +/− = Plus/Minus, PIM = Strafminuten; Fett: Turnierbestwert
| Spieler              | Team     | GP | G | A | Pts | +/− | PIM |
| -------------------- | -------- | -- | - | - | --- | --- | --- |
| Nigel Dawes          | Kanada   | 6  | 6 | 5 | 11  | +10 | 0   |
| Zach Parise          | USA      | 6  | 5 | 6 | 11  | +7  | 4   |
| Anthony Stewart      | Kanada   | 6  | 5 | 6 | 11  | +11 | 2   |
| Valtteri Filppula    | Finnland | 7  | 4 | 5 | 9   | +3  | 2   |
| Sami Lepistö         | Finnland | 7  | 4 | 4 | 8   | +10 | 10  |
| Patrik Bärtschi      | Schweiz  | 6  | 3 | 5 | 8   | +6  | 0   |
| Sergei Anschakow     | Russland | 6  | 5 | 2 | 7   | +3  | 0   |
| Jeff Carter          | Kanada   | 6  | 5 | 2 | 7   | +5  | 2   |
| Gianni Ehrensperger  | Schweiz  | 6  | 5 | 2 | 7   | +8  | 2   |
| Alexander Owetschkin | Russland | 6  | 5 | 2 | 7   | +2  | 25  |

#### Beste Torhüter
Abkürzungen: GP = Spiele, TOI = Eiszeit (in Minuten), GA = Gegentore, SO = Shutouts, Sv% = gehaltene Schüsse (in %), GAA = Gegentorschnitt; Fett: Turnierbestwert
| Spieler    | Team | GP | TOI    | GA | SO | Sv%  | GAA  |
| ---------- | ---- | -- | ------ | -- | -- | ---- | ---- |
| Al Montoya | USA  | 6  | 360:00 | 8  | 2  | 94,4 | 1,33 |

### Abschlussplatzierungen
| Pl. | Team       |
| --- | ---------- |
| 1   | USA        |
| 2   | Kanada     |
| 3   | Finnland   |
| 4   | Tschechien |
| 5   | Russland   |
| 6   | Slowakei   |
| 7   | Schweden   |
| 8   | Schweiz    |
| 9   | Österreich |
| 10  | Ukraine    |

### Titel, Auf- und Abstieg
| Weltmeister USA | David Booth, Matthew Carle, Jake Dowell, Patrick Eaves, Dan Fritsche, Matt Hunwick, Ryan Kesler, Jeff Likens, Al Montoya, Greg Moore, Brady Murray, Patrick O’Sullivan, Zach Parise, Corey Potter, Danny Richmond, Drew Stafford, Brett Sterling, Mark Stuart, Ryan Suter, Dominic Vicari, Stephen Werner, James Wisniewski Trainer: Mike Eaves                                  |
| Silber Kanada   | Shawn Belle, Tim Brent, Brent Burns, Jeff Carter, Braydon Coburn, Jeremy Colliton, Sidney Crosby, Nigel Dawes, Stephen Dixon, Marc-André Fleury, Ryan Getzlaf, Josh Gorges, Josh Harding, Kevin Klein, Derek Meech, Daniel Paille, Dion Phaneuf, Mike Richards, Brent Seabrook, Anthony Stewart, Maxime Talbot, Jeff Tambellini Trainer: Mario Durocher                          |
| Bronze Finnland | Sean Bergenheim, Valtteri Filppula, Jarkko Immonen, Janne Jalasvaara, Jyri Junnila, Mikko Kalteva, Kevin Kantee, Petri Kontiola, Oskari Korpikari, Sami Lepistö, Masi Marjamäki, Petteri Nokelainen, Teemu Nurmi, Tommi Oksa, Lennart Petrell, Arsi Piispanen, Anssi Salmela, Hannu Toivonen, Joni Töykkälä, Lauri Tukonen, Ville Varakas, Mikael Vuorio Trainer: Hannu Aravirta |

| Absteiger in die Division I:    | Österreich, Ukraine  |
| Aufsteiger in die Top-Division: | Deutschland, Belarus |

### Auszeichnungen
Spielertrophäen
| Auszeichnung         | Spieler      | Team     |
| -------------------- | ------------ | -------- |
| Wertvollster Spieler | Zach Parise  | USA      |
| Bester Torhüter      | Al Montoya   | USA      |
| Bester Verteidiger   | Sami Lepistö | Finnland |
| Bester Stürmer       | Zach Parise  | USA      |

All-Star-Team
| Angriff:      | Zach Parise – Valtteri Filppula – Jeff Carter |
| Verteidigung: | Dion Phaneuf – Sami Lepistö                   |
| Tor:          | Al Montoya                                    |

## Division I

### Gruppe A in Berlin, Deutschland
| Teams          | GER | DAN  | SLO | LAT  | KAZ | HUN  | Tore  | Pkt. |
| -------------- | --- | ---- | --- | ---- | --- | ---- | ----- | ---- |
| 1. Deutschland |     | 2:2  | 8:1 | 4:4  | 6:2 | 9:1  | 29:10 | 8: 2 |
| 2. Dänemark    | 2:2 |      | 5:3 | 3:8  | 3:1 | 10:2 | 23:16 | 7: 3 |
| 3. Slowenien   | 1:8 | 3:5  |     | 6:4  | 3:2 | 5:0  | 18:19 | 6: 4 |
| 4. Lettland    | 4:4 | 8:3  | 4:6 |      | 4:4 | 15:2 | 35:19 | 6: 4 |
| 5. Kasachstan  | 2:6 | 1:3  | 2:3 | 4:4  |     | 7:3  | 16:19 | 3: 7 |
| 6. Ungarn      | 1:9 | 2:10 | 0:5 | 2:15 | 3:7 |      | 8:46  | 0:10 |

#### Division-I-Siegermannschaft: Deutschland
| Division-I-Aufsteiger Deutschland | Peter Boon, Florian Busch, Fabio Carciola, Tobias Draxinger, Patrick Ehelechner, Alexander Feistl, Thomas Fischer, Thomas Greiss, Axel Hackert, Daniel Hatterscheid, Frank Hördler, Kai Hospelt, Raphael Kapzan, Marcus Kink, Ulrich Maurer, Felix Petermann, André Rankel, Christopher Schadewaldt, Thomas Schenkel, Yannic Seidenberg, Alexander Sulzer, Matthias Wittmann Trainer: Ernst Höfner |

### Gruppe B in Briançon, Frankreich

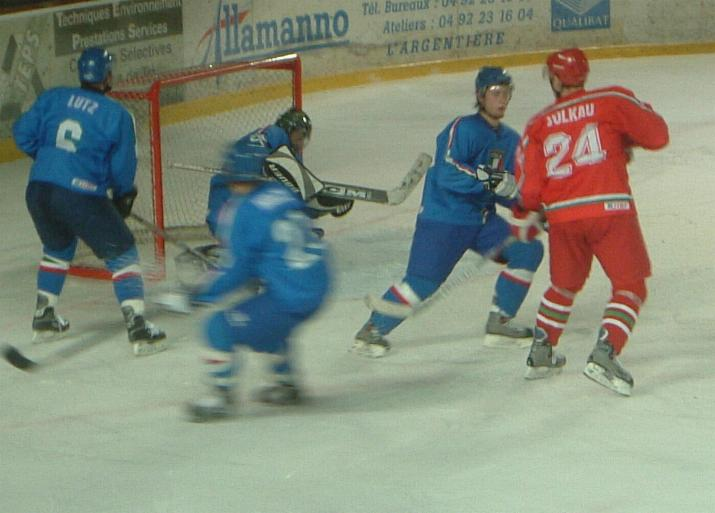
Arzjom Wolkau, hier im Spiel gegen Italien, stieg mit der belarussischen Mannschaft in die Top-Division auf.

| Teams         | BLR | NOR | FRA  | ITA | EST  | JPN | Tore  | Pkt.  |
| ------------- | --- | --- | ---- | --- | ---- | --- | ----- | ----- |
| 1. Belarus    |     | 6:1 | 7:2  | 5:2 | 9:1  | 7:5 | 34:11 | 10: 0 |
| 2. Norwegen   | 1:6 |     | 1:2  | 7:0 | 7:1  | 5:1 | 21:10 | 6: 4  |
| 3. Frankreich | 2:7 | 2:1 |      | 3:5 | 11:2 | 4:1 | 22:16 | 6: 4  |
| 4. Italien    | 2:5 | 0:7 | 5:3  |     | 5:2  | 3:1 | 15:18 | 6: 4  |
| 5. Estland    | 1:9 | 1:7 | 2:11 | 2:5 |      | 3:1 | 9:33  | 2: 8  |
| 6. Japan      | 5:7 | 1:5 | 1:4  | 1:3 | 1:3  |     | 9:22  | 0:10  |

- Topscorer:  Wadsim Karaha (13 Punkte)
- Torschützenkönig:  Wadsim Karaha (7 Tore)

### Auf- und Absteiger
| Aufsteiger in die WM-Gruppe:    | Deutschland Belarus  |
| Absteiger aus der WM-Gruppe:    | Österreich Ukraine   |
| Absteiger in die Division II:   | Ungarn Japan         |
| Aufsteiger aus der Division II: | Polen Großbritannien |

## Division II

### Gruppe A in Sosnowiec, Polen
| Teams          | POL  | ROM  | NED  | ESP  | BEL  | ISL  | Tore  | Pkt.  |
| -------------- | ---- | ---- | ---- | ---- | ---- | ---- | ----- | ----- |
| 1. Polen       |      | 6:2  | 6:1  | 13:0 | 8:0  | 26:1 | 59: 4 | 10: 0 |
| 2. Rumänien    | 2:6  |      | 9:2  | 4:4  | 7:4  | 22:0 | 44:16 | 7: 3  |
| 3. Niederlande | 1:6  | 2:9  |      | 9:2  | 8:1  | 12:1 | 32:19 | 6: 4  |
| 4. Spanien     | 0:13 | 4:4  | 2:9  |      | 5:1  | 10:5 | 21:32 | 5: 5  |
| 5. Belgien     | 0:8  | 4:7  | 1:8  | 1:5  |      | 10:3 | 16:31 | 2: 8  |
| 6. Island      | 1:26 | 0:22 | 1:12 | 5:10 | 3:10 |      | 10:80 | 0:10  |

### Gruppe B in Elektrėnai und Kaunas, Litauen
| Teams                     | GBR  | KOR  | CRO  | SEM | LTU  | RSA  | Tore  | Pkt.  |
| ------------------------- | ---- | ---- | ---- | --- | ---- | ---- | ----- | ----- |
| 1. Großbritannien         |      | 2:0  | 8:1  | 7:1 | 7:3  | 14:0 | 38: 5 | 10: 0 |
| 2. Südkorea               | 0:2  |      | 7:2  | 9:1 | 13:1 | 16:1 | 45: 7 | 8: 2  |
| 3. Kroatien               | 1:8  | 2:7  |      | 1:3 | 3:0  | 11:0 | 18:18 | 4: 6  |
| 4. Serbien und Montenegro | 1:7  | 1:9  | 3:1  |     | 1:2  | 9:2  | 15:21 | 4: 6  |
| 5. Litauen                | 3:7  | 1:13 | 0:3  | 2:1 |      | 6:1  | 12:25 | 4: 6  |
| 6. Südafrika              | 0:14 | 1:16 | 0:11 | 2:9 | 1:6  |      | 4:56  | 0:10  |

### Auf- und Absteiger
| Aufsteiger in die Division I:    | Polen, Großbritannien |
| Absteiger aus der Division I:    | Ungarn, Japan         |
| Absteiger in die Division III:   | Südafrika, Island     |
| Aufsteiger aus der Division III: | Australien, China     |

## Division III
in Sofia, Bulgarien
| Teams                  | AUS  | CHN  | MEX  | TUR  | BUL  | NZL  | Tore  | Pkt.  |
| ---------------------- | ---- | ---- | ---- | ---- | ---- | ---- | ----- | ----- |
| 1. Australien          |      | 6:3  | 6:2  | 10:1 | 10:4 | 10:3 | 42:13 | 10: 0 |
| 2. Volksrepublik China | 3:6  |      | 4:2  | 12:2 | 12:0 | 10:0 | 41:20 | 8: 2  |
| 3. Mexiko              | 2:6  | 2:4  |      | 11:0 | 6:3  | 4:3  | 25:16 | 6: 4  |
| 4. Türkei              | 1:10 | 2:12 | 0:11 |      | 5:2  | 2:3  | 10:38 | 2: 8  |
| 5. Bulgarien           | 4:10 | 0:12 | 3:6  | 2:5  |      | 4:1  | 13:34 | 2: 8  |
| 6. Neuseeland          | 3:10 | 0:10 | 3:4  | 3:2  | 1:4  |      | 10:30 | 2: 8  |

### Auf- und Absteiger
| Aufsteiger in die Division II: | Australien, Volksrepublik China |
| Absteiger aus der Division II: | Südafrika, Island               |